# Jewgenija Jurjewna Michailowa
Jewgenija Jurjewna Michailowa (russisch Евгения Юрьевна Михайлова; * 9. Januar 1979) ist eine russische Biathletin, die sich auf die Crossstrecken im Sommerbiathlon spezialisiert hat.
Jewgenija Michailowa nahm erstmals im Rahmen der Sommerbiathlon-Weltmeisterschaften 2000 in Chanty-Mansijsk an einem internationalen Großereignis teil. Im Sprint musste sie sich einzig ihrer Mannschaftskameradin Natalja Sokolowa geschlagen geben. In der Verfolgung schob sich danach noch die Belarussin Wolha Nasarawa zwischen beide, Michailowa gewann die Bronzemedaille. Mit Swetlana Dementjewa, Jewgenija Kuskepalowa und Sokolowa folgte schließlich der Gewinn der Silbermedaille im Staffelrennen. Es dauerte drei Jahre, bis die Russin in Forni Avoltri erneut an einer WM teilnahm. Im Sprint verpasste Michailowa als Viertplatzierte knapp eine weitere Medaille und rutschte in der Verfolgung bis auf Rang acht zurück. Im Massenstart wurde sie Siebte. Ihre schlechteste WM lief sie 2004 in Osrblie mit Ergebnissen zwischen elf und 16. In Clausthal-Zellerfeld startete Michailowa auch bei den Sommerbiathlon-Europameisterschaften 2004 und gewann dort die Bronzemedaille im Verfolgungsrennen hinter Ljubow Jermolajewa und Monika Liedtke.
Einzig nennenswertes Ergebnis 2005 war der Gewinn der Silbermedaille gemeinsam mit Jermolajewa, Jekaterina Sidorenko und Tatjana Moissejewa im Staffelrennen der WM. Ebenfalls sehr erfolgreich verliefen die Sommerbiathlon-Weltmeisterschaften 2006 in Ufa mit den Rängen vier im Sprint und der Verfolgung sowie dem Gewinn des Titels in der Mixed-Staffel mit Sidorenko, Dmitri Nikiforow und Sergei Balandin. Die Sommerbiathlon-Weltmeisterschaften 2006 in Cēsis eine Bronzemedaille im Sprint hinter Nadeschda Starik und Pavla Matyásová. Im Massenstart gewann sie den Titel ebenso, wie mit Starik, Anatoli Karpow und Alexei Kowjasin in der Mixed-Staffel. Auch bei der Weltmeisterschaft 2007 in Otepää gewann Michailowa mit Anna Sorokina, Alexei Katrenko und Iwan Bogdanow Gold mit der Staffel. Im Sprint lief die Russin auf Platz acht, im Verfolgungsrennen verbesserte sie sich auf Rang sechs. Zudem gewann sie mit Natalja Solowjowa, Bogdanow und Kowjasin die Silbermedaille im Mixed-Rennen bei der EM 2007 in Tysowets.